# نادي ألومينيوم هرمزغان
نادي الومنيوم هرمزغان (بالفارسية: باشگاه فوتبال آلومینیوم هرمزگان) ، هي نادي رياضي إيراني لكرة القدم، أسست سنة 2006 ، وتقع مقرها في مدينة بندر عباس الإيرانية.

## وصلات خارجية
- Aluminium Hormozgan